# Cligès
Cligès, auch Cligés (von altgriechisch γλυκύς glykys, deutsch ‚süß‘), von Chrétien de Troyes ist eine Verserzählung der Artusepik, entstanden um 1176.
Die 6784 Verse umfassende Erzählung ist der zweite Artus-Roman Chrétiens und berichtet von dem Byzantiner Alixander, der sich auf Brautschau befindet und so an den Hof Artus’ gelangt. Hier verliebt er sich in die Schwester Gauvains, Soredamors, die er später ehelicht und aus deren Verbindung der Sohn Cligès hervorgeht.
Der Autor hat diesen Roman nach eigenem Bekunden als Anti-Tristan konzipiert, er beinhaltet allerdings keine tradierten Inhalte der keltischen Artus-Thematik.

## Textausgabe und Kommentar
- Chrétien de Troyes: Cligès. Auf der Grundlage des Textes von Wendelin Foerster übersetzt und kommentiert von Ingrid Kasten. De Gruyter, Berlin / New York 2006, ISBN 3-11-018854-6 (eingeschränkte Vorschau in der Google-Buchsuche).